# جایزه گرمی بهترین اجرای جاز فیوژن
جایزه گرمی بهترین اجرای جاز فیوژن (به انگلیسی: Grammy Award for Best Jazz Fusion Performance) جایزه‌ای بود در جوایز گرمی معرفی شد
بین سال‌های ۱۹۸۰ تا ۱۹۹۱ میلادی اعطا می‌شد

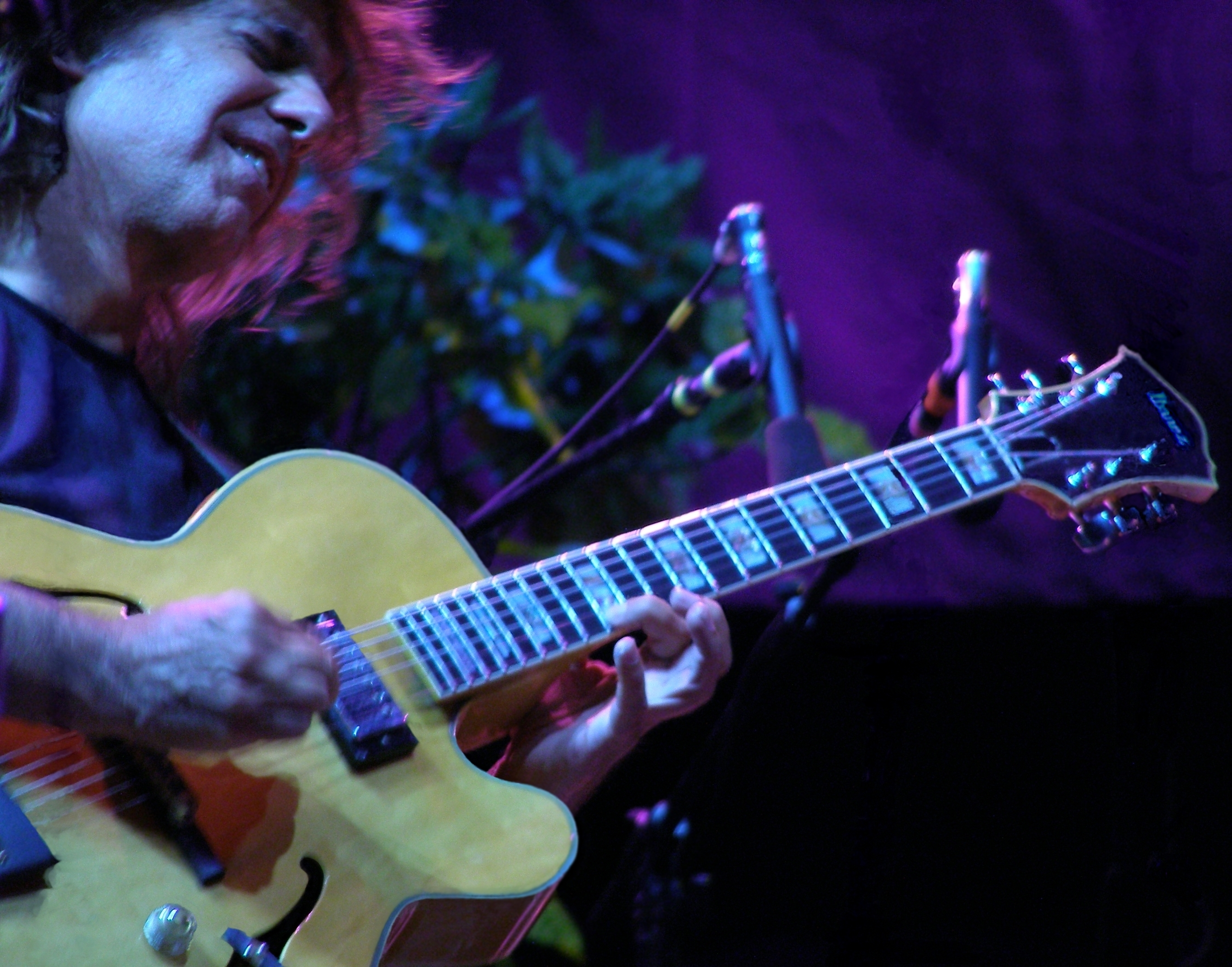
پت متنی

| سال  | هنرمند اجراکننده | ملیت                |
| ---- | ---------------- | ------------------- |
| ۱۹۸۰ |                  |                     |
| ۱۹۸۱ |                  |                     |
| ۱۹۸۲ |                  |                     |
| ۱۹۸۳ | پت متنی و گروهش  | ایالات متحده آمریکا |
| ۱۹۸۴ | پت متنی و گروهش  | ایالات متحده آمریکا |
| ۱۹۸۵ | پت متنی و گروهش  | ایالات متحده آمریکا |
| ۱۹۸۶ |                  |                     |
| ۱۹۸۷ |                  |                     |
| ۱۹۸۸ | پت متنی و گروهش  | ایالات متحده آمریکا |
| ۱۹۸۹ |                  |                     |
| ۱۹۹۰ | پت متنی و گروهش  | ایالات متحده آمریکا |
| ۱۹۹۱ | کوئینسی جونز     | ایالات متحده آمریکا |

- پت متنی